# Bande transporteuse

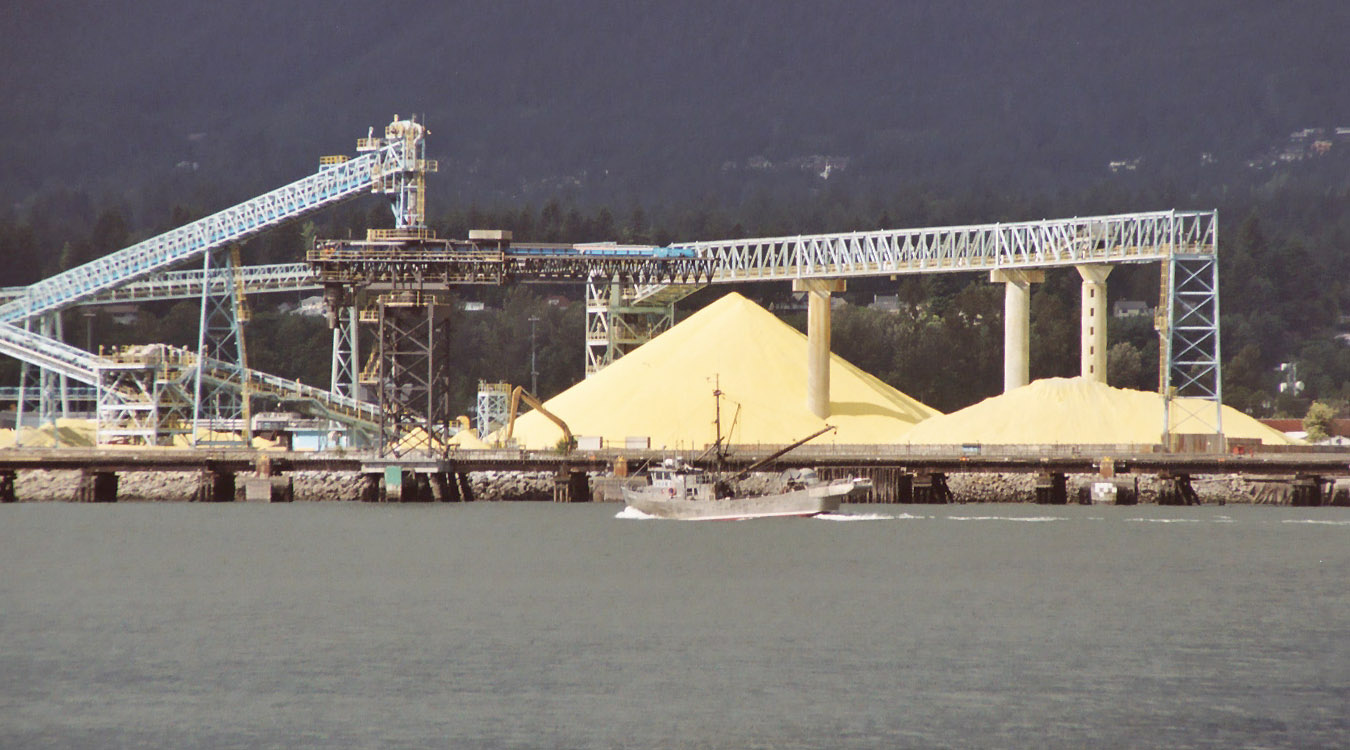
Convoyeurs à bande servant à la manutention de soufre en vrac

Une bande transporteuse, ou courroie transporteuse ou convoyeur à bande ou encore transporteur à bande, est un dispositif de transport ou de manutention permettant le déplacement continu de marchandises en vrac ou de charges isolées.

## Principe et composants
Elle est constituée essentiellement d'une bande sans fin en matériau souple entraînée et supportée par des poulies motorisées. La bande, plus ou moins large, comporte un brin inférieur et un brin supérieur, lequel supporte et entraîne la marchandise posée dessus. Elle peut être munie de nervures en chevrons permettant un meilleur entraînement de la marchandise.
Le parcours de la bande transporteuse peut être horizontal ou ascendant ou descendant. Il peut être rectiligne ou comporter des courbes. C'est une entreprise française qui est à l'origine d'améliorations notables tout au long des années 1970. L'ingénieur Hyacynthe Marcel Bocchietti et l'équipe de la REI (RÉalisations de projets Industriels) a déposé divers brevets pour des spacebelt de grandes longueurs ou de configurations courbes.

## Utilisation

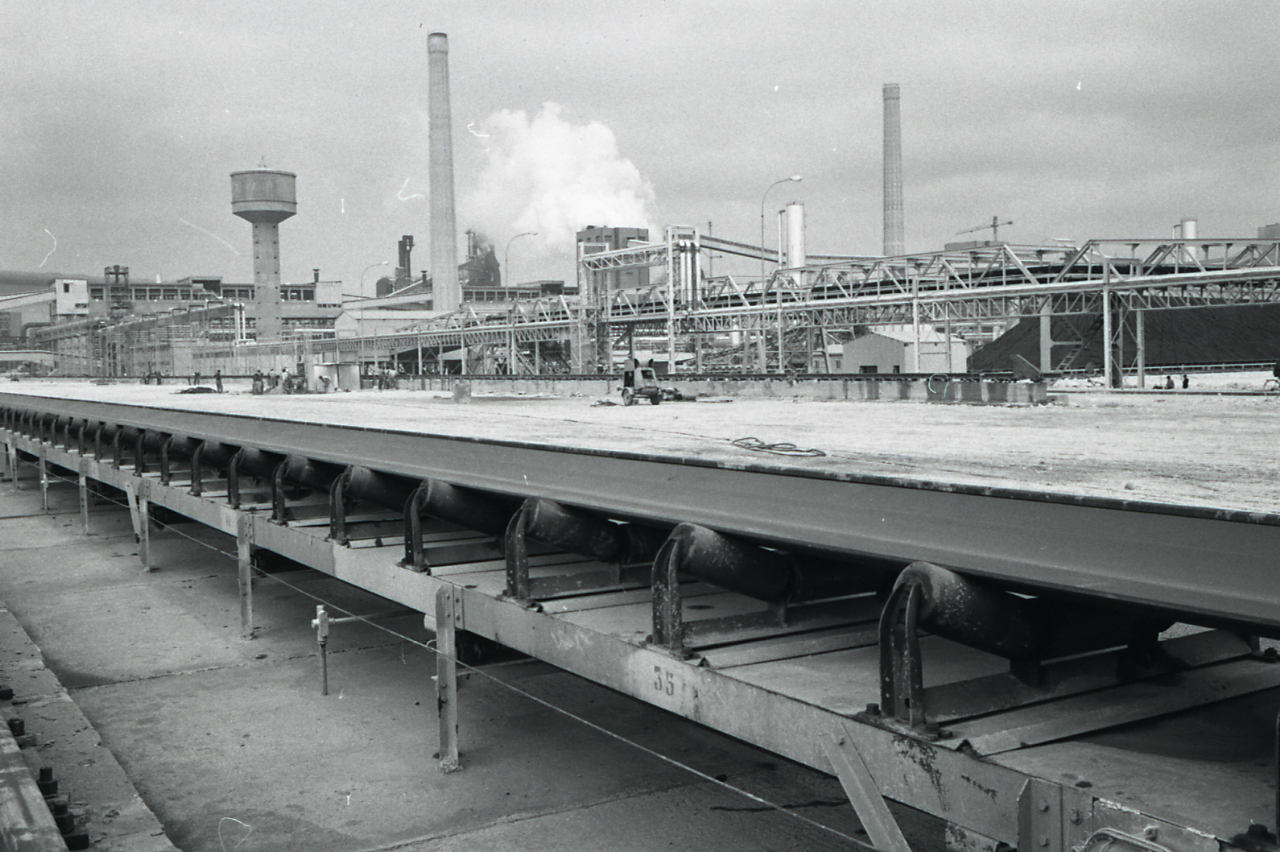
Taranto, Paolo Monti, 1964

Les bandes transporteuses sont très employées dans l'industrie, les mines et carrières et l'agriculture pour le déplacement, généralement à courte distance, de matériaux plus ou moins pondéreux tels que charbon, minerai, sable, céréales, etc. Cette technique a des emplois très variés. On la retrouve par exemple sous forme de trottoir roulant pour le déplacement de personnes dans les gares et aéroports, de fonds mobiles de certains véhicules auto-déchargeurs, de tapis roulants aux caisses des hypermarchés ou pour la livraison des bagages dans les aéroports, etc.
Des bandes transporteuses mobiles, souvent appelées « sauterelles » servent généralement au chargement ou au déchargement de véhicules, notamment des wagons et des navires, par exemple pour le minerai.
Le convoyeur peut également être conçu pour transporter uniquement des charges isolées (cartons, bacs, sacs, palettes, containers,…) selon des trajectoires droites ou courbes, montantes et descendantes.
Des mécanismes de convoyeurs à bandes sont utilisés comme composants dans les systèmes de distribution et d'entreposage automatisés. Combinés à des équipements de manutention de palette commandés par ordinateur, ils permettent une distribution plus efficace des produits manufacturés, de détail ou de gros. Ces systèmes permettent de traiter rapidement des volumes de marchandises plus importants tant en réception qu'en expédition, avec des volumes de stockage plus réduits, autorisant d'intéressants gains de productivité aux entreprises.

## Records de longueur
La plus longue série de bandes transporteuses du monde se trouve au Sahara occidental. Elle s'étire sur 96 km des mines de phosphate de Boukraa jusqu'à la côte de l'océan Atlantique au sud de Laâyoune.
La plus longue bande transporteuse d'un seul tenant traverse la frontière indo-bangladeshie. Cette bande transporteuse s'étire sur environ 17 km de long et transporte du calcaire à 960 t/h et du schiste d'une carrière au Meghalaya en Inde (25° 11′ 12″ N, 91° 37′ 15″ E) vers une cimenterie à Sylhet au Bangladesh (25° 02′ 01″ N, 91° 39′ 03″ E) (7 km de long en Inde suivis de 10 km de long au Bangladesh). Elle a été conçue par Aumund France et Larsen & Toubro. Elle est actionnée par 3 groupes de commande synchronisés pour une puissance totale d'environ 1,8 MW (2 groupes en tête au Bangladesh et 1 groupe en pied en Inde). La bande proprement dite a été fabriquée en tronçons de 300 mètres côté indien et de 500 mètres côté Bangladesh, et a été jonctionnée sur site pour constituer une bande unique. Les stations de rouleaux ont été conçues de sorte que la bande transporteuse fasse des courbes horizontales et verticales. Des véhicules dédiés ont été conçus pour l'entretien de la bande transporteuse qui est toujours à plus de 5 mètres du sol pour éviter d'être inondée en période de mousson.

## Culture populaire
Les bandes transporteuses sont très importante dans le jeu vidéo Satisfactory. Le but du jeu est d'automatiser l'extraction et la production de ressources de plus en plus complexes et il faut utiliser des bandes transporteuses (appelées dans le jeu "convoyeurs") pour relier les différentes usines et stockages les uns aux autres.